# جیمز دایسون (بازیکن فوتبال)
جیمز دایسون (انگلیسی: James Dyson؛ زادهٔ ۲۰ آوریل ۱۹۷۹) بازیکن فوتبال اهل بریتانیا است.
از باشگاه‌هایی که در آن بازی کرده‌است می‌توان به باشگاه فوتبال بیرمنگام سیتی اشاره کرد.